# Cyrtogonellum
Cyrtogonellum es un género de helechos perteneciente a la familia  Dryopteridaceae. Contiene once especies descritas y de estas, solo 8 aceptadas.

## Taxonomía
El género fue descrito por Ren Chang Ching y publicado en Bulletin of the Fan Memorial Institute of Biology : 8(5): 327–328. 1938. La especie tipo es: Cyrtogonellum fraxinellum (Christ) Ching

## Especies aceptadas
A continuación se brinda un listado de las especies del género Cyrtogonellum aceptadas hasta noviembre de 2014, ordenadas alfabéticamente. Para cada una se indica el nombre binomial seguido del autor, abreviado según las convenciones y usos.	
- Cyrtogonellum caducum Ching
- Cyrtogonellum falcilobum Ching ex Y.T.Hsieh
- Cyrtogonellum fraxinellum (Christ) Ching
- Cyrtogonellum inaequale (Christ) Ching
- Cyrtogonellum minimum Y.T.Hsieh
- Cyrtogonellum omeiense Ching ex Y.T.Hsieh
- Cyrtogonellum salicifolium Ching & Y.T.Hsieh
- Cyrtogonellum xichouense S.K.Wu & S.Mitsuta